# إديسون غوميز
إديسون غوميز (بالإسبانية: Edison Gómez)‏ (14 نوفمبر 1990 في الأوروغواي - ) هو لاعب كرة قدم أوروغواني في مركز الهجوم.

## مسيرته المهنية
لعب مع نادي بانسيريكوس وAgrotikos Asteras F.C. ‏ وVilla Teresa ‏.

## وصلات خارجية
- إديسون غوميز على موقع قاعدة بيانات كرة القدم.إي يو (الإنجليزية)
- إديسون غوميز على موقع Soccerway.com (الإنجليزية)